# スリル・オブ・イット・オール
『スリル・オブ・イット・オール』（The Thrill of It All）は、2017年にリリースされたサム・スミスの2枚目のスタジオ・アルバムである。

## 概要
前作『イン・ザ・ロンリー・アワー』に引き続き全英アルバムチャート1位を記録したほか、自身初のBillboard 200首位を獲得。

## 収録曲
1. トゥー・グッド・アット・グッバイズ 〜さよならに慣れすぎて
2. セイ・イット・ファースト
3. ワン・ラスト・ソング
4. ミッドナイト・トレイン
5. バーニング
6. ヒム
7. ベイビー、ユー・メイク・ミー・クレイジー
8. ノー・ピース feat.イエバ
9. パレス
10. プレイ
11. ナッシング・レフト・フォー・ユー
12. ザ・スリル・オブ・イット・オール
13. スカーズ
14. ワン・デイ・アット・ア・タイム
15. リーダー・オブ・ザ・パック
16. ブラインド・アイ